# Округ Ной Сандец
Округ Ной Сандец (нем. Bezirk Neu Sandez, Новосандецкий уезд, пол. Powiat nowosądecki) — административная единица коронной земли Королевства Галиции и Лодомерии в составе Австро-Венгрии, существовавшая в 1867—1918 годах. Административный центр — Ной-Сандец (Новы-Сонч).
Площадь округа в 1879 году составляла 13,4198 квадратных миль (772,18 км2), а население 92 515 человек. Округ насчитывал 202 поселения, организованные в 161 кадастровых муниципалитета. На территории округа действовало 2 районных суда — в Ной-Сандеце, Альт-Сандеце и Крынице.
После Первой мировой войны округ вместе со всей Галицией отошёл к Польше.